# 市川よしの
市川 よしの（いちかわ よしの、1989年7月30日 - ）は、日本のAV女優

## プロフィール
- 身長：166cm
- スリーサイズ：B88（Eカップ）・W60・H89
- 趣味・特技：海外旅行
- 出身地：千葉県

## 作品

### アダルトビデオ
2008年
- 東京25時 Vol.21（10月10日、プレステージ）
- 新人（11月17日、新人）
- 援交ギャルに生中出し（11月17日、レアル・ワークス）
- INSTANT LOVE 今日の相手は誰かな…（12月5日、クリスタル映像）
- 東京LEG（12月5日、フリーダム）
- センチメンタルジャーニー（12月7日、BeFree）
- 無毛少女と変態 よしの（12月19日、Kichu）
- 生中出し女子校生4時間 6（12月19日、メディアステーション）

2009年
- 逆ストーカー 4（1月1日、グローリークエスト）
- CHARISMA☆HIGH SCHOOL GAL Vol.2（1月19日、kira☆kira）
- 生中出しコギャル4時間 6（2月20日、メディアステーション）
- 新人 BEST（3月20日、新人）
- 即日AV女優 03（3月20日、レアル・ワークス）
- 東京三ツ星女子校生 2（4月1日、エロスハーツ）
- 麗しのオフィスレディ（5月1日、エロスハーツ）
- オンナがその気になったら 04（5月22日、プレステージ）
- 東京奇譚 01（5月22日、プレステージ）

2010年
- 中出し美尻女子大生 FILE-10（1月20日、KIプランニング）
- サイバーアクメ（鎖威罵亜苦雌） Kranke09（2月2日、MAD）
- スゴ～く！制服の似合う素敵な娘 よしの（2月19日、オーロラプロジェクト）